# 2024年以色列入侵黎巴嫩
以色列夏令時間2024年9月30日，以色列國防軍在一系列突擊行動中入侵黎巴嫩，這是以色列與真主黨衝突升級的一部分。同日，黎巴嫩武裝部隊從藍線撤出。以色列軍方還宣佈，北部邊界已被劃為封閉軍事區。
根據以色列國防軍的說法，這次行動旨在根除對以色列北部社區居民構成威脅的真主黨部隊和設施。以色列國防軍發言人丹尼爾·哈加里表示，這個得到伊朗支持的組織正準備發動類似於哈馬斯在2023年10月7日襲擊以色列的行動，並提到在之前的突襲中發現的武器庫和地圖，這些都參考一個名為「征服加利利」的計劃。真主黨否認以色列軍隊已進入黎巴嫩。
這次入侵是在真主黨於2024年9月接連遭遇重大挫折後展開，包括9月17日和18日其手持通信設備集體爆炸，以及 
9月20日其特種部隊「拉德萬部隊」指揮官易卜拉欣·阿吉爾被暗殺。以色列國防軍隨後對真主黨在黎巴嫩南部的軍事基地、指揮中心、機場和武器庫進行空襲。這一系列挫敗在9月27日達到高峰，當時真主黨總書記哈桑·納斯魯拉及包括南黎巴嫩指揮官阿里·加拉奇在內的多名真主黨高級指揮官在以色列空襲中被擊斃，空襲摧毀他們位於貝魯特達希耶郊區的地下總部。

## 背景
以色列上一次入侵南黎巴嫩並與真主黨進行地面戰鬥是在2006年黎巴嫩戰爭，戰爭持續一個月的時間。
自2023年10月8日——哈馬斯襲擊以色列次日以來，真主黨作為哈馬斯的盟友，隸屬於伊朗主導的「抵抗軸心」，透過對以色列北部和戈蘭高地發動攻擊，正式加入這場衝突。從那時起，真主黨與以色列持續進行跨境軍事交火，導致以色列和黎巴嫩大量社區被迫撤離，邊境沿線建築與土地也遭受嚴重破壞。從2023年10月7日到2024年9月20日，跨境攻擊事件高達10200宗，其中8300宗是由以色列發動。襲擊已經使約96000名以色列人和100萬黎巴嫩人流離失所。
以色列要求真主黨遵守聯合國安全理事會第1701號決議，並將其武裝撤離到利塔尼河以北。真主黨則聲明，除非以色列停止其在加沙的軍事行動，否則將繼續對以色列進行攻擊。目前，以色列與真主黨雙方均未完全履行聯合國安全理事會第1701號決議的規定。真主黨已經在南黎巴嫩建立強大的軍事存在，包括在民用設施中儲存火箭、挖掘通往以色列的隧道，並阻礙聯合國駐黎巴嫩臨時部隊的行動。由美國特使阿莫斯·霍赫斯坦和法國領導的外交斡旋迄今尚未成功化解這場衝突。

### 2024年9月衝突升級
2024年9月，衝突進一步升級。9月17日和18日，數千個手持傳呼機和對講機在一系列協同攻擊中集體爆炸。爆炸事件造成42人喪生，至少3500人受傷，其中包含大量平民。據路透社報導，一名匿名真主黨官員透露，有1500名真主黨戰士因傷退出戰鬥，許多人失去視力或手部。儘管以色列否認參與這次襲擊，但匿名的以色列消息人士向路透社及其他媒體透露，這是以色列情報部門摩薩德和軍方所策劃的行動。作為回應，真主黨將這次襲擊形容為以色列的「宣戰」，並於數日後對以色列北部發射了火箭。
9月20日，易卜拉欣·阿吉爾以及該部隊的其他高級指揮官在以色列對貝魯特的空襲中被擊斃，導致緊張局勢進一步加劇。在以色列命令黎巴嫩平民撤離當地後，其於9月23日開始一系列空襲，第一週造成800多人死亡、5000多人受傷。
9月27日，真主黨總書記哈桑·納斯魯拉及多名高級領導人，包括真主黨南部戰線指揮官阿里·卡拉奇，在以色列空襲中被擊斃。空襲發生在貝魯特南部達希耶郊區的哈雷特赫賴克地區，當時真主黨領導層正在一個位於住宅樓下的地下總部舉行會議。

### 先前的入侵
10月1日，以色列國防軍透露，他們的部隊在進行地面行動之前，已經在黎巴嫩南部進行數月的突擊行動，期間揭露真主黨在邊境村莊中建立的隧道、武器庫及入侵計劃，涉及的村莊包括卡夫基拉、艾塔阿什沙布和梅斯埃傑賈巴爾。以色列國防軍發言人丹尼爾·哈加里指出，這些發現顯示真主黨有意發動類似哈馬斯10月7日的襲擊，而這一襲擊正是當前衝突的起因。哈加里還強調，這些行動中收集到的證據，包括影片和地圖，將提交給國際社會審視，然而真主黨對這些指控尚未回應。

### 準備階段
9月30日，以色列通知美國計劃在黎巴嫩進行地面行動，目標是清除真主黨沿邊境的基礎設施。同日晚間，黎巴嫩武裝部隊與聯合國駐黎巴嫩臨時部隊撤退至邊境以北約5公里處。以色列國防軍宣佈梅圖拉、米斯加夫阿姆和卡法吉拉迪這些定居點為封閉軍事區。以色列軍隊在南黎巴嫩邊境附近集結，並聲明正在為一場有限的地面入侵作準備。

## 戰鬥開始
9月30日，以色列國防軍部隊正式越過邊境，入侵黎巴嫩，發動一系列小規模的突襲行動，作為更大規模地面入侵的前奏。目擊者報告稱，南黎巴嫩出現坦克的聲音。同時，南黎巴嫩的邊境城鎮遭遇重型炮擊。以色列國防軍呼籲黎巴嫩首都貝魯特的居民撤離，並表示將對該地進行轟炸。
10月1日，以色列國防軍透過Telegram發表聲明，正式確認其地面行動，並明確表示目標是真主黨的基礎設施。隨後，以色列國防軍發言人丹尼爾·哈加里也進一步證實該行動的存在 。在此之前，軍方對行動保持沉默。真主黨從南黎巴嫩向以色列發射了10枚火箭，並派出一架無人機飛向以色列中部。真主黨還聲稱，他們在12次不同的襲擊中針對以色列國防軍的據點、士兵和定居點發動攻擊。
此外，以色列對艾因哈盧瓦難民營中阿克薩烈士旅穆尼爾·麥格達准將的住所發動空襲，造成至少5人死亡。
當天，3枚火箭從黎巴嫩發射至以色列的上加利利地區。以色列對達歐迪一棟房屋進行空襲，導致至少10人喪生，另有5人受傷。真主黨表示，他們用火箭和大砲瞄準梅圖拉的以色列士兵。
以色列國防軍表示，其正與真主黨在黎巴嫩南部激烈戰鬥中。以色列國防軍警告居民不要從利塔尼河以北駕車前往以南地區。以色列國防軍也表示，真主黨向阿維維姆和梅圖拉發射砲彈。有「多枚」火箭從黎巴嫩發射至以色列，導致兩人受傷，傷勢中度。真主黨聲稱，他們用Fadi-4火箭襲擊特拉維夫的8200部隊總部和位於特拉維夫郊區的摩薩德總部。以色列國防軍對南黎巴嫩25個村莊的居民發出緊急疏散警告，要求他們撤至阿瓦利河以北地區。估計有約30枚火箭從黎巴嫩向以色列北部發射。
以色列國防軍還表示，北方司令部與特種部隊在以色列軍事情報局的協調下，成功佔領真主黨在卡夫基拉、艾塔阿什沙布和梅斯埃傑賈巴爾等地的設施，並在真主黨撤離後摧毀這些設施。
以色列國防軍至少對達希耶地區進行兩次空襲。真主黨聲稱，他們發射導彈襲擊位於特拉維夫郊區的斯德多夫空軍基地。
根據敘利亞軍方消息，以色列空襲位於蘇韋達西部兩個敘利亞防空雷達站以及德拉省一個雷達站。
以色列國防軍聲稱，負責向黎巴嫩真主黨運送伊朗武器的真主黨指揮官穆罕默德·賈法爾·卡西爾在以軍空襲貝魯特中被擊斃。
伊朗伊斯蘭革命衛隊向以色列發射180枚彈道導彈，特拉維夫至少一棟建築物被擊中。這次攻擊是為回應阿巴斯·尼爾福魯尚、哈桑·納斯魯拉、伊斯梅爾·哈尼亞被暗殺的事件。特拉維夫至少有兩名以色列人受輕傷，約旦河西岸努伊馬的彈片砸死一名巴勒斯坦人。
以色列國防軍表示，他們在空襲貝魯特中擊斃真主黨伊瑪目侯賽因師的指揮官。
以色列空軍襲擊黎巴嫩境內的100個真主黨目標，而北方司令部士兵則摧毀多個真主黨軍事基地和武器庫。
10月4日，以军表示，自地面進攻黎巴嫩以来，共打死约250名真主党成员，其中包括21名指挥官。真主党武装表示夜间击退了以军对一個城鎮的攻击，并造成以军士兵死伤。
10月10日，以色列空袭贝鲁特市中心，造成22人死亡、117人受伤。以色列還向联合国驻黎巴嫩维和部队位於纳古拉和泰尔之间的一座哨塔开火，造成两名维和部队人员受伤。這引起联合国以及意大利等国不满。以色列指控真主党利用联合国维和部队营地发动攻击。11日，以色列军队再次袭击联合国驻黎巴嫩临时部队的一座哨塔，造成斯里兰卡营2名士兵受伤。
10月12日，以色列國防軍表示，過去一天打死約50名黎巴嫩真主黨成員。
10月13日，两辆以军坦克摧毁了联合国驻黎巴嫩临时部队驻地大门并进入驻地。以色列总理内塔尼亚胡要求古特雷斯将联合国驻黎巴嫩临时部队撤出真主党据点和战区。真主党無人機袭击了一处以色列军事基地，造成四名士兵死亡，61人受伤。
10月16日，以色列军队坦克对联黎部队位于黎巴嫩南部的一座瞭望塔进行了射击。欧盟16个向联黎部队派遣人员的国家决定共同向以色列施加最大压力。
10月23日，以色列軍方表示，過去48小時內在黎巴嫩南部擊斃了3名真主黨指揮官及約70名武裝分子。
10月25日，以色列襲擊黎巴嫩記者下榻的旅館，造成三名記者死亡，黎巴嫩譴責這是犯下戰爭罪。
10月27日下午，以色列国防军表示过去24小时，以军打死黎巴嫩真主党在宾特朱拜勒地区的指挥官及其继任者。
10月28日，以军对黎巴嫩贝卡谷地多处村镇发动袭击，造成63人死亡、110余人受伤。
11月2日，以军战机在朱瓦亚地区打死真主党纳赛尔部队导弹和火箭弹小组指挥官。11月3日，以色列国防军表示打死了多名黎巴嫩真主党武装人员。西顿的郊区遭到以军空袭，造成三人死亡。黎巴嫩真主党向以色列目标发射了导弹、火箭弹和无人机。11月4日，以色列空军打死了巴拉阿奇特地区的真主党指挥官。
11月7日，以色列对赛伊达发动空袭，造成5名联合国驻黎巴嫩临时部队士兵受伤。
11月13日，6名以色列军人在黎巴嫩边境附近遭真主党武装伏击而死亡。
11月16日，以色列军队短暂占领了查马的一处战略高地。这是以军发起地面行动以来，对黎巴嫩南部最深入的入侵。
11月17日，以色列空袭贝鲁特市中心目标，造成包括真主党媒体负责人在内的4人死亡。以军炮兵部队首次越过黎以边界进入黎南部地区。
11月26日，以色列突襲利塔尼河地区。美國總統拜登表示，以色列與真主黨接受由美法兩國斡旋的停火协议，協議於27日生效。停火協議為期60天，以軍60天內逐步撤兵。
11月27日，黎巴嫩北部三处毗邻叙利亚的边境口岸首次遭到以军空袭。

## 戰鬥結束
雙方停火協議於2024年11月27日生效。停火協議要求以色列军队在60天内从黎巴嫩撤出；黎巴嫩政府军接管黎南部地区；真主党必须撤至利塔尼河以北。
以色列总理办公室于2025年1月24日发表声明称，以总理内塔尼亚胡表示，“由于黎以停火协议没有得到完全执行，以色列军队将不会依照协议在60天期限内完成从黎巴嫩南部的撤军”，事实上终结本次停火协议。1月26日，美國方面表示黎巴嫩与以色列之间的停火协议延长至2月18日。

## 伤亡
据以色列时报2024年11月2日的报道，有35名以色列军人在黎巴嫩境内的地面行动中丧生。

## 反應

### 國家
- 黎巴嫩：黎巴嫩总理纳吉布·米卡提呼吁联合国提供援助，称黎巴嫩正面临“历史上最危险的阶段之一”。米卡提表示，以色列的入侵造成黎巴嫩百万人流离失所[121]。

- 加拿大：開始通過商業航班撤離國民，預留800個座位。加拿大外交部長警告稱：「黎巴嫩的安全形勢日趨危險和不穩定[122]。」

- 丹麦：首相梅特·弗雷澤里克森表示，她支持國際社會介入，促進兩國方案的實現，並結束當前衝突[123]。

- 法國：已在黎巴嫩海岸附近部署一艘海軍軍艦，協助撤離其國民[122]。

- 義大利：外交部長安東尼奧·塔亞尼表示，由於入侵引發的不穩定局勢，意大利準備派遣軍隊參與聯合國建立巴勒斯坦國的任務[124]。

- 约旦：副總理兼外交部長艾曼·薩法迪與黎巴嫩總理米卡提通話，表達對黎巴嫩主權的支持[125]。國王阿卜杜拉二世還指示派遣兩架援助飛機前往黎巴嫩。

- 俄羅斯：克里姆林宮發言人德米特里·佩斯科夫表示，莫斯科對黎巴嫩局勢的升級感到擔憂[126]。

- 土耳其：外交部聲明指出，這次襲擊侵犯黎巴嫩的主權[127]。

- ：總首相穆罕默德·本·阿卜杜勒拉赫曼·阿勒薩尼與黎巴嫩陸軍參謀長和總理進行通話，表達對局勢「深切擔憂」[128]。

- 阿联酋：外交部表示對局勢「深表關切」，並重申其對黎巴嫩統一、國家主權及領土完整的立場。阿聯酋總統穆罕默德·阿勒納哈揚已下令向黎巴嫩提供一億美元的緊急援助[129]。

- 英国：外交大臣林德偉宣布，英國已包下商業航班協助有意離開黎巴嫩的公民，該航班將於10月2日從貝魯特-拉菲克·哈里里國際機場起飛。他強調：「英國在黎巴嫩公民的安全是我們的首要任務[122]。」

- 美国：在9月30日的記者會上，總統喬·拜登回應有關以色列在黎巴嫩的行動，表示他知道以色列的計劃，並對他們停止行動感到安心，補充說「我們應該立即達成停火[130]。」10月1日，國防部長勞埃德·奧斯汀告訴以色列國防部長加蘭特，美國支持以色列在黎巴嫩南部對真主黨的地面行動[131]。

### 國際組織
- 北大西洋公约组织：秘書長馬克·呂特表示，希望「敵對行動能儘早停止」[131]。

## 評論
《衛報》記者安德魯·羅斯撰文指出，這次入侵表明以色列有意無視其主要盟友美國，而美國對內塔尼亞胡政府的影響力正在減弱。卡內基國際和平基金會的高級研究員亞倫·大衛·米勒表示，這一現象部分源於民主黨人為避免在美國總統選舉前批評內塔尼亞胡。《ITV新聞》和《華盛頓郵報》的分析亦認為，這次入侵反映了美國政府對以色列影響力的下降。